# Prefektúrák Franciaországban
A prefektúrák Franciaországban „az állam megyei szintig telepített központi szervei, élükön a prefektussal (préfet).”
A fogalomnak több jelentése is van. A francia prefektúra (préfecture) egyaránt jelenti:
- a prefektusi funkciót, tisztséget
- a prefektust segítő igazgatási szolgálatokat
- az ezeknek és a prefektusnak otthont adó hivatali épületet
- azt a várost mint régió- vagy megyeszékhelyet, amelyben az adott épület található.[2] A megyei prefektus első számú munkatársa a prefektúra-főtitkár (secrétaire général de préfecture), aki az általános feladatok ellátásában segíti, valamint helyettesíti a prefektust annak távolléte vagy a tisztség megüresedése esetén.

A franciaországi megye (a legkisebb megyék kivételével) kerületekre (arrondissements) tagolódik, melyek élén többnyire alprefektus (sous-préfet) áll. Az alprefektus hivatalát, annak épületét és székhely-városát egyaránt alprefektúrának (sous-préfecture) nevezik. A megyében lévő alprefektúrák a megyei prefektúra alárendeltségébe tartoznak. 2022 októberében 233 alprefektúra volt az országban. Nincs alprefektúra a prefektúrával (megyeszékhellyel) rendelkező kerületekben. Ilyen esetekben az alprefektus feladatait a prefektúra-főtitkár látja el.